# Suite nr. 8: Suite pastorale in modo antico
Suite nr. 8: Suite pastorale in modo antico is een compositie van Kurt Atterberg. Hij schreef het in 1931, een datum van eerste uitvoering is niet bekend. Atterberg schreef in totaal negen suites. Het pastorale wijst op landelijk. De suite heeft een rustig karakter en wijst op oude muziek, net als de toevoeging in modo antico. Het werk bestaat uit 6 delen:
1. Preludio
2. Aria
3. Gavotta
4. Pastorale
5. Serenata
6. Giga

## Orkestratie
Er zijn twee versies verkrijgbaar: 
- 1 dwarsfluit,  ook piccolo, 1 hobos,  1 klarinett, of
- 2 soloviolen en 1 solo altviool

Of:
- 1 soloviool, 1 solo altviool, 1 solo cello
- violen, altviolen, celli, contrabassen

## Discografie
Er zijn weinig opnamen van dit werk. Op 9 mei 1967 nam de componist het zelf op met leden van het Symfonieorkest van de Zweedse Radio; hij had er drie uur voor nodig. Het verscheen op Swedish Society. Er volgde een heruitgave op Phono Sveciae.